# 柏国
柏国，周代的一个弱小的诸侯国，位于今河南省舞阳县三里河以南。。处在强大的楚国的阴影下。在齐桓公霸业鼎盛的时期，柏国与江国、黄国、道国等小国与齐国和睦。柏国最终被楚国灭亡，具体时间有待考证。